# Vila čp. 1414 (Roudnice nad Labem)
Vila čp. 1414 , která stojí na rohu Máchovy a Komenského ulice v centru Roudnice nad Labem (okres Litoměřice, Ústecký kraj), je považována za nejhodnotnější architektonický objekt v místní čtvrti rodinných domů. Funkcionalistická vila z let 1934–1935 je zapsaná v Ústředním seznamu nemovitých kulturních památek České republiky a je součástí roudnické městské památkové zóny.

## Historie
Vila byla postavena pro Felixe Lewiho, syna majitele roudnické firmy Kork Lewi. Návrh stavby zpracovali v roce 1934 bratři Jaroslav a Karel Fišerové a ještě v témže roce se po návratu ze svatební cesty novomanželé Lewiovi do vily nastěhovali. Bratři Fišerové byli architekty s dobrou průpravou – Jaroslav byl v letech 1927 až 1931 žákem Josefa Gočára na pražské Akademii výtvarných umění, studoval také ve Vídni a v Haagu. Karel Fišer byl absolventem Českého vysokého učení technického v Praze. Bratři kromě roudnické vily Lewiových společně vyprojektovali také některé funkcionalistické vily v pražské čtvrti Baba, dům Jiřího Trnky v Praze-Podolí, úpravu pražské pasáže Světozor a několik činžovních domů v Praze a v Liberci. Jaroslav Fišer se kromě projektování staveb zabýval také navrhováním osvětlovací techniky u firmy Philips. 
Během německé okupace v době druhé světové války musela rodina Lewiových kvůli svému židovskému původu dům opustit. Po svém návratu příslušníci rodiny Lewiových bydleli ve vile pod změněným jménem jako Landovi až do 80. let 20. století, kdy vilu koupili jiní soukromí vlastníci. Vila v Máchově ulici, včetně přilehlé zahrady a dochovaných originálních prvků vnitřního vybavení, získala status kulturní památky v roce 2007.

## Popis
Třípodlažní zděná vila stojí v místě, kde Máchova ulice křižuje ulici Komenského, která se poté svažuje severním směrem k areálu agustiniánského kláštera, ke gotickému kostelu Narození Panny Marie a k roudnickému gymnáziu. Se zahradou vily Lewiových sousedí pozemky, na nichž stojí zděná zvonice z roku 1715, vybavená zvony ze 16. a 17. století, pocházejícími ze starší zaniklé stavby. Naproti vile na druhé straně Komenského ulice se rozkládá rozlehlý park Josefa Hory.

### Exteriér
Dům je díky své dochované původní podobě významnou ukázkou funkcionalistické architektury. Zároveň je dokladem stavebního vývoje v meziválečném Československu a v širším smyslu i dokladem vývoje české architektury jako takové. Patrová vila má pro funkcionalismus charakteristickou krychlovou dispozici, pásová okna a vícepatrové terasy. Stavbu tvoří dva kvádrové objekty, přimknuté k sobě delšími stranami. Hmotu stavby spojuje s okolním terénem prosklená veranda se schodištěm na přední straně a rozlehlá terasa v průčelí, směřujícím do zahrady. Střecha s asfaltovým povrchem je plochá. U domu je terasovitě vybudovaná zahrada, na kterou se rovněž vztahuje památková ochrana. Zahrada, naplánovaná jako odpočinková zóna pro majitele nemovitosti, je vybavená originálními lampami původního venkovního osvětlení.

### Interiér
Historickou hodnotu stavby umocňuje skutečnost, že se v interiéru dochovala řada původních detailů a drobných konstrukcí, jako jsou dveře a okna včetně jejich originálního kování, radiátory ústředního topení, korkové podlahy či podlahy, tvořené šestihrannou bílou dlažbou. Dále se dochovaly šatní skříně, kovové lampy, mříže, části zábradlí, některé kusy nábytku (např. původní dřevěná knihovna s kovovými prosklenými dvířky a vyklápěcím psacím stolkem nebo podobně konstruovaná skříňka v kuchyni) či mramorový parapet v obývacím pokoji. V domě se zachovalo i několik originálních drobností, jako například exemplář původního vypínače s kruhovým skleněným štítkem a otočným knoflíkem.